# 情迷索瑪莉
《情迷索瑪莉》（英語：There's Something About Mary）是一套1998年的美國浪漫喜劇電影，由法拉利兄弟執導，卡麥蓉·狄亞、Matt Dillon及班·史提勒主演。內容圍繞著萬人迷瑪莉身邊發生的趣事。
在美國電影學會於2000年發表的AFI百年百大喜劇電影當中排第27位。

## 角色
- 班·史提勒 飾 Ted Stroehmann

一個很害羞的青年，自高中起已迷上一個名為瑪莉的女生
- 卡麥蓉·狄亞 飾 瑪莉·Jensen/Matthews

骨外科醫生
- 麥·迪倫（Matt Dillon） 飾 Pat Healy

一名油腔滑調的私家偵探，受Ted之雇去找瑪莉，卻也愛上了瑪莉
- Chris Elliott 飾 Dom "Woogie" Woganowski

Ted的知己，對瑪莉的鞋子有特殊廦好
- Lee Evans 飾 Tucker / Norman Phipps

一名在龐帕諾比奇工作的送小弟，扮成一個残障人士去破坏瑪莉的恋情
- Lin Shaye 飾 Magda
- Jeffrey Tambor 飾 Sully
- Markie Post 飾 Sheila Jensen

瑪莉的母親
- 凱斯·大衛 (Keith David) 飾 Charlie Jensen

瑪莉的繼父
- W. Earl Brown 飾 Warren Jensen

瑪莉的兄弟，弱智
- 莎拉·席尔蔓 飾 Brenda

瑪莉的知己，言語比較粗鄙
- Khandi Alexander 飾 Joanie
- Willie Garson 飾 Dr. Zit Face / High School Pal Bob
- Harland Williams (未掛名) 飾 Hitchhiker
- Brett Favre 飾 他本人

瑪莉前男友

## 外部連結
- （英文）官方网站
- 互联网电影数据库（IMDb）上《情迷索瑪莉》的资料（英文）
- AllMovie上《情迷索瑪莉》的资料（英文）
- Box Office Mojo上《情迷索瑪莉》的資料（英文）
- TCM电影资料库上《情迷索瑪莉》的资料（英文）
- 爛番茄上《情迷索瑪莉》的資料（英文）